# 風俗営業
風俗営業 （ふうぞくえいぎょう） とは、風俗営業等の規制及び業務の適正化等に関する法律（以下、風適法と略記）第2条第1項で定義されている一定の営業をいう。キャバレー・料亭・クラブ・パチンコ店・ゲームセンターなどが該当する。

## 風俗営業の定義
風適法第2条第1項では、次の各号のいずれかに該当する営業を風俗営業と定義して、業務適正化の措置を図っている。
1. キヤバレー（キャバレー）、待合、料理店（料亭）、カフエー（カフェー）その他設備を設けて客の接待をして客に遊興又は飲食をさせる営業 - 接待飲食店。クラブ（従業員が接待をする業態のもの）やホストクラブなども該当する。
2. 喫茶店、バーその他設備を設けて客に飲食をさせる営業で、国家公安委員会規則で定めるところにより計つた営業所内の照度を10ルクス以下として営むもの（前号に該当する営業として営むものを除く。） - 接待をしない低照度飲食店。低照度のライブハウスやクラブ（客がダンスをする業態のもの。いわゆるディスコ）なども該当する。
3. 喫茶店、バーその他設備を設けて客に飲食をさせる営業で、他から見通すことが困難であり、かつ、その広さが5平方メートル以下である客席を設けて営むもの - 区画席飲食店。カップル喫茶などが該当する。
4. まあじやん屋（雀荘）、ぱちんこ屋（パチンコ店）その他設備を設けて客に射幸心をそそるおそれのある遊技をさせる営業 - 風俗第四号営業。
5. スロットマシン、テレビゲーム機その他の遊技設備で本来の用途以外の用途として射幸心をそそるおそれのある遊技に用いることができるもの（国家公安委員会規則で定めるものに限る。）を備える店舗その他これに類する区画された施設（旅館業その他の営業の用に供し、又はこれに随伴する施設で政令で定めるものを除く。）において当該遊技設備により客に遊技をさせる営業（前号に該当する営業を除く。） - 風俗第五号営業。ゲームセンターなどが該当する。

- 上記のうち第1号から第3号までを接待飲食等営業と呼ぶ（風適法第2条第4項）。
- 『接待』とは、「歓楽的雰囲気を醸し出す方法により客をもてなすこと」をいう（風適法第2条第3項）。警察庁の解釈基準を含めた詳細については、接待#風俗営業法の定義を参照されたい。

## 風俗営業に対する規制
- 風俗営業を営むには、所在地を管轄する都道府県公安委員会の許可を受けなければならない（風適法第3条第1項）。
- 営業所の設置場所は、都道府県の条例により制限を受ける（風適法第4条第2項第2号）。大阪府の条例では営業ができない場所として、都市計画法で定める住居系の用途地域、学校など保護対象施設から100メートル以内の区域等が相当するが、これらについても別途、大阪府公安委員会が営業を許可を認めている地域がある[1]。
- 風俗営業者は午前0時から午前6時までの深夜に営業してはならない（風適法第13条第1項）。ただし、都道府県が条例で日や地域を定めて営業時間を延長すること（同項ただし書）や、地域を定めて営業時間をさらに制限すること（同条第2項）ができる。詳細については、各都道府県の条例を参照されたい。
- 風俗営業者は18歳未満の者を客として店舗に立ち入らせてはならない（風適法第22条第1項第5号）。ただし、第2条第5号に該当する営業（ゲームセンターなど）では、午後10時までは立ち入りが認められる（同号）が、都道府県は条例でさらに必要な制限を定めることができる（第22条第2項）。
- 暴力団排除条例に基づく暴力団排除特別地域で営業する風俗営業者は、暴力団員らに対して みかじめ料の支払いを行ってはならない[2]。

## 近接する業態
- 接待を行わない『酒類提供飲食店営業』は、風適法第33条第1項に定める届出をすれば、午前0時以降の営業も可能であるが、風俗営業の営業時間制限逃れに利用されることを防止するため、深夜における酒類提供飲食店営業の届出と風俗営業許可の併用は認められていない。2006年頃から広まりを見せているガールズバーの多くは、『深夜における酒類提供飲食店営業』として営業しているが、風俗営業に近い営業形態のため規制強化の傾向にある。
- メイド喫茶やコスプレ系飲食店は、通常、風俗営業にはならないが、店員の接客形態によっては（警察から指導を受けるなどして）風俗営業許可を取得して営業しているところもある。風俗営業となった場合、18歳未満の客の入店はできず、18歳未満の従業員に接客させることもできず、経営者は従業員名簿を整備しなければならない。そのため、風俗営業許可を取得していない店舗も多く、そのような店舗では「風俗店ではございません」等の注意書きや張り紙がなされている場合もある。
- 接待飲食店を営む場合は風俗営業の許可を要するが、性的なサービスを伴う場合は風適法第2条第6項で定義される店舗型性風俗関連特殊営業（いわゆる性風俗店）となり、所定の届出をする必要がある（第27条第1項）。ただし、ピンクサロンやセクキャバは性的サービスがありながら、接待飲食店として（性風俗店としては未届けで）営業していることが多い[要出典]。近年はサービスが多角化しその区別が曖昧になっている。
- 2016年に施行された改正風適法で、深夜営業を行うクラブ（ディスコ）やライブハウスなどを念頭に「特定遊興飲食店営業」の形態が新たに設けられ、「ナイトクラブその他設備を設けて客に遊興をさせ、かつ、客に飲食をさせる営業（客に酒類を提供して営むものに限る。）で、午前6時後翌日の午前0時前の時間においてのみ営むもの以外のもの（風俗営業に該当するものを除く。）」（風適法第2条第11項）と定義された。2018年1月29日までに、警視庁は「特定遊興飲食店」としての許可を得ないまま深夜にダンス営業をしたとして、東京のクラブ「青山蜂」を風適法違反容疑（無許可営業）で摘発し、経営者ら3人を逮捕したと発表した[3]。改正法施行後、クラブの摘発は全国で初めてで、同店は「特定遊興飲食店」の営業禁止地域にあり[4]、店内の明るさが10ルクスを超えない低照度であるため「特定遊興飲食店」に該当せず、摘発となった。